# Evropská silnice E016
Evropská silnice E016 je mezinárodní silniční trasa třídy B, která se nachází pouze v Kazachstánu. Vede mezi městy Zapadnoe a Astana. Její celková délka je 490 km.

## Trasa

### KazachstánKazachstán
Zapadnoe – Zjaksy – Atbasar – Astana